# Флаг Страховского муниципального образования
Флаг Страховского муниципального образования Заокского района Тульской области Российской Федерации — опознавательно-правовой знак, служащий официальным символом муниципального образования.
Утверждён 27 января 2012 года и внесён в Государственный геральдический регистр Российской Федерации по номеру 7561.

## Описание
Прямоугольное полотнище с отношением ширины к длине 2:3, разделённое на зелёную и голубую части жёлтой вогнутой чешуйчато-изогнутой полоской шириной 1/30 ширины полотнища (отстоящей по краям от верха полотнища на расстояние 1/6 ширины полотнища и доходящей в месте максимального прогиба до середины полотнища); в середине полотнища воспроизведены изображения фигур из герба — жёлтой кисти с белой каймой и белого речного якоря положенные друг на друга косым крестом.

## Обоснование символики
Кисть художника — символ усадьбы Поленово, расположенной на территории муниципального образования. «Дом над Окой», на территории усадьбы, построен в 1892 году Василием Дмитриевичем Поленовым, выдающимся русским пейзажистом. Дом строился как музей и мастерская для работы живописцев — друзей и учеников Поленова. В настоящее время здесь расположен и принимает посетителей Государственный мемориальный, историко-художественный и природный музей-заповедник В. Д. Поленова.
Речной якорь и голубая часть полотнища — символ расположения муниципального образования Страховское на берегах реки Оки, являющейся для муниципального образования и торговым путём и основой туризма и местом труда и отдыха. Тонкая жёлтая кайма из флага Заокского района, отделяющая голубую часть от зелёной — символизирует связь муниципального образования и района. Речной якорь, напоминающий якорь из флага Санкт-Петербурга — символизирует также расположенное в глубине усадьбы Поленова так называемое «Адмиралтейство» (скромный сарай для хранения лодок с громким названием типичным для Санкт-Петербурга).
- Зелёный цвет символизирует красоту и чистоту природы края, богатого лесами, а также весну, здоровье, надежду.
- Жёлтый цвет (золото) символизирует высшую ценность, величие, великодушие, богатство, урожай.
- Синий цвет (лазурь) символизирует честь, благородство, духовность, возвышенные устремления.
- Белый цвет (серебро) символизирует чистоту, ясность, открытость, божественную мудрость, примирение.